# A Night at the Chinese Opera

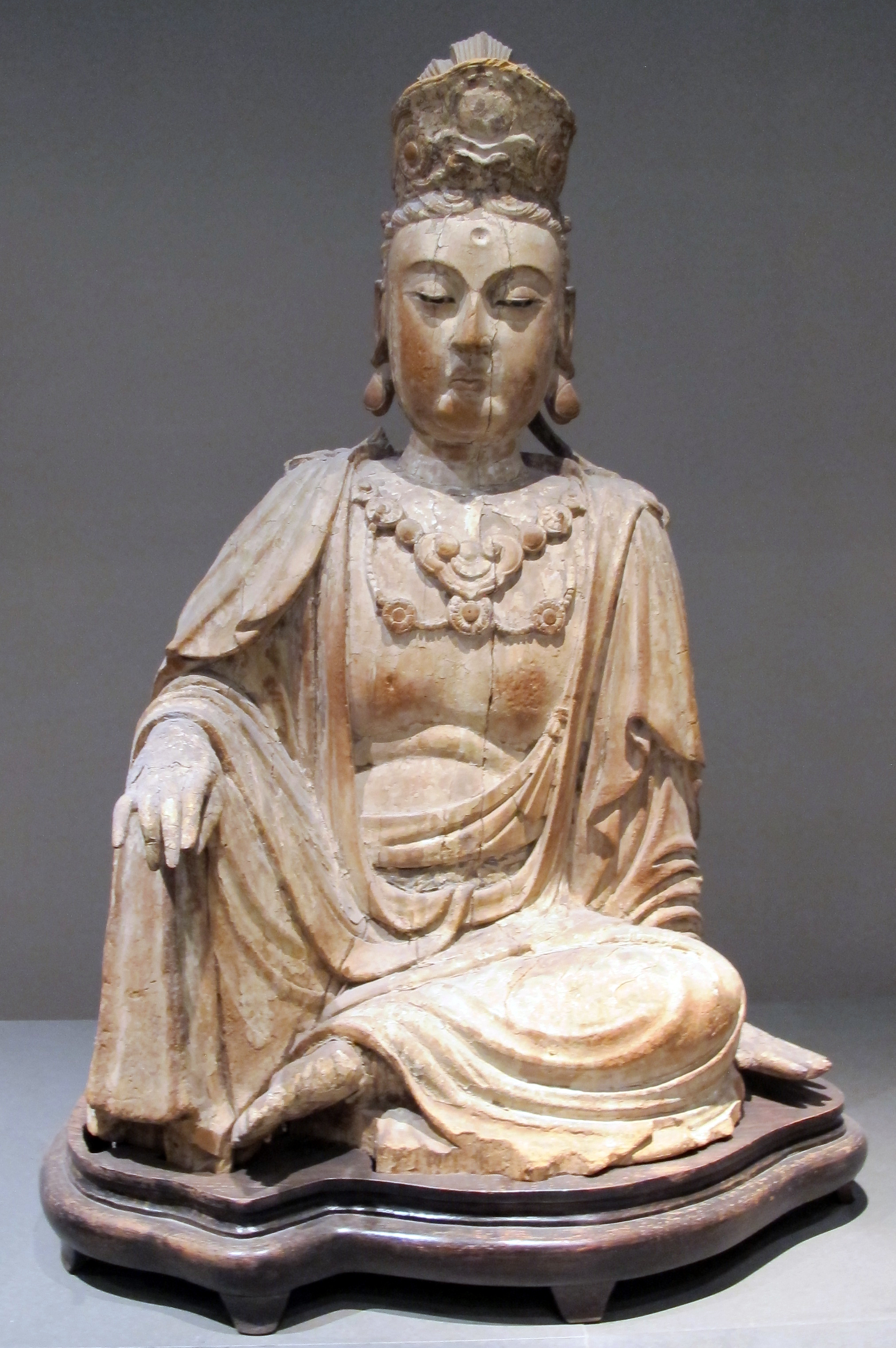
Dinastia Yuan

A Night at the Chinese Opera è un'opera in tre atti di Judith Weir, che scrisse anche il libretto. Oltre ad una precedente opera per bambini, questa è stata la prima opera su larga scala di Weir, scritta su commissione della BBC per l'esecuzione della Kent Opera. Weir ha inserito una vecchia commedia cinese della dinastia Yuan, The Orphan of Zhao, come fulcro del secondo Atto 2 della sua opera.
Il lavoro ha esordito l'8 luglio 1987 al Teatro Everyman, Cheltenham, Inghilterra. Il critico della rivista Opera osservò che "poche nuove opere recentemente si sono così tanto allontanate da una prima impressione come A Night at the Chinese Opera, in parte per i suoi intrinseci meriti drammatico-musicali, in parte attraverso lo stile di produzione".
Gli atti esterni sono completamente scritti per orchestra da camera in "forme chiuse" come area, sestetto, mottetto in sette parti ma la commedia di Yuan è in gran parte orchestrata per flauto, archi inferiori e percussioni.

## Ruoli
| Ruolo                               | Tipo Voce     | Cast della Prima cast, Cheltenham Festival, 8 luglio 1987 (Direttore: Andrew Parrott) |
| ----------------------------------- | ------------- | ------------------------------------------------------------------------------------- |
| Little Moon / Attore                | soprano       | Meryl Drower                                                                          |
| Mrs Chin / Vecchia megera           | mezzo-soprano | Enid Hartle                                                                           |
| Un'attrice                          | soprano       | Frances Lynch                                                                         |
| Chao Lin da ragazzo                 |               | Diccon Cooper                                                                         |
| Governatore militare                | contro-tenore | Michael Chance                                                                        |
| Old P'eng / Abitante della Montagna | tenore        | David Johnston                                                                        |
| Guardiano notturno / Marco Polo     | tenore        | Tomos Ellis                                                                           |
| Chao Lin                            | baritono      | Gwion Thomas                                                                          |
| Un attore                           | baritono      | Alan Oke                                                                              |
| Chao Sun / Vigile del fuoco         | baritono      | Stuart Buchanan                                                                       |
| Soldato Mongolo                     | baritono      | Jonathan Best                                                                         |

## Storia delle esecuzioni
La Kent Opera ha poi portato in tour l'opera a Dartford, Canterbury, Plymouth e Eastbourne durante la stagione 1987-1988. L'Opera di Santa Fe ha messo in scena la prima americana dell'opera nel luglio 1989. La seconda produzione britannica è stata al Glasgow Royal Concert Hall il 26 febbraio 1999 come un concerto semi-scenico. Una terza produzione britannica fu della Royal Academy of Music nel marzo 2006. La prima produzione in Scozia, alla Scottish Opera, è stata nel mese di aprile 2008. la British Youth Opera l'ha eseguita durante il settembre 2012.
La produzione della Kent Opera fu registrata per la televisione dalla BBC nel 1988, directta da Barrie Gavin.

## Riassunto
Località: Cina
Periodo: XXIII secolo
Chao Sun è un esploratore e cartografo che è stato esiliato dalla città di Loyan. Il figlio di Chao Lin diventa il supervisore della costruzione di un canale. I suoi lavoratori includono un gruppo di attori.
Una sera, gli attori / lavoratori eseguono la vecchia opera cinese The Chao Family Orphan. Il vecchio dramma racconta del cattivo generale Tuan-Ku, che fa sì che il suo servo Chao e sua moglie si suicidino falsificando una lettera apparentemente ufficiale dall'imperatore che induce Chao a togliersi la vita. Il loro giovane figlio viene abbandonato un orfano. Senza volerlo, il generale in seguito adotta e cresce il bambino come suo figlio. Venti anni dopo, c'è una cospirazione per rovesciare l'imperatore. L'orfano impara a poco a poco la verità sulla sua nascita e il destino dei suoi genitori e si unisce al complotto per la vendetta. Un terremoto, però, interrompe la cospirazione e gli attori vengono arrestati.
Il lavoro di Chao Lin sul canale è lodato. A un certo punto, quando sta sorvegliando il canale, Chao incontra una vecchia che gli racconta di quello che è successo a suo padre. In parallelo alla Chao Family Orphan Story, Chao Lin progetta la vendetta sui nemici di suo padre. Tuttavia, Chao Lin viene catturato e giustiziato per il suo complotto. Gli attori che stavano eseguendo la Chao Family Orphan Story ritornano poi per completare la commedia, in cui il figlio non riesce a vendicare il padre contro il generale Tuan-Ku.

## Incisione
- February 1999 – Direttore Andrew Parrott, Timothy Robinson, Michael Chance, Frances McCafferty, Gwion Thomas, Michael George, A Night at the Chinese Opera, CD (x1) NMC D060, Regno Unito, recorded live, febbraio 1999, Glasgow Concert Hall[13]